# The Electric Age
《The Electric Age》는 미국의 스래시 메탈 밴드 오버킬의 열여섯 번째 스튜디오 음반으로, 2012년 3월 27일, 미국에서 MNRK 뮤직 그룹으로 발매되었고, 3일 후에 뉴클리어 블래스트로 유럽에서 발매되었다.

## 평가
| 전문가 평가      | 전문가 평가 |
| 평가 점수        | 평가 점수   |
| 출처             | 점수        |
| ---------------- | ----------- |
| AllMusic         | [ 2 ]       |
| Blabbermouth.net | 9.5/10      |
| Exclaim!         | favorable   |
| Metal Storm      | 8.9/10      |
| Metal Forces     | 9/10        |

이 음반은 발매 첫 주 동안 미국에서 약 6,700장이 팔렸고, 총 4,100장의 판매고를 기록한 이전 음반인 《Ironbound》를 제치고 1위를 차지했다. 《The Electric Age》는 또한 100위 안에 진입한 첫 번째 오버킬 음반이었다. 이 음반은 빌보드 200에서 77위로 정점을 찍었고, 이는 그들의 경력에서 세 번째로 높은 차트 위치가 되었다(그들의 후속 음반인 《White Devil Armory》와 《The Grinding Wheel》은 각각 31위와 69위로 정점을 찍었다). 《The Electric Age》는 두 번째 주에 2,950장이 팔렸고, 빌보드 200에서 170위로 하락하여 총 판매고는 10,000장이 조금 안 되었다.

## 곡 목록
모든 곡들은 D.D. 버니와 바비 엘스워스에 의해 작사/작곡하였다.
| #   | 제목                          | 재생 시간 |
| --- | ----------------------------- | --------- |
| 1.  | 〈Come and Get It〉           | 6:17      |
| 2.  | 〈Electric Rattlesnake〉      | 6:19      |
| 3.  | 〈Wish You Were Dead〉        | 4:19      |
| 4.  | 〈Black Daze〉                | 3:55      |
| 5.  | 〈Save Yourself〉             | 3:43      |
| 6.  | 〈Drop the Hammer Down〉      | 6:25      |
| 7.  | 〈21st Century Man〉          | 4:12      |
| 8.  | 〈Old Wounds, New Scars〉     | 4:11      |
| 9.  | 〈All Over but the Shouting〉 | 5:30      |
| 10. | 〈Good Night〉                | 5:36      |